# Система APG IV

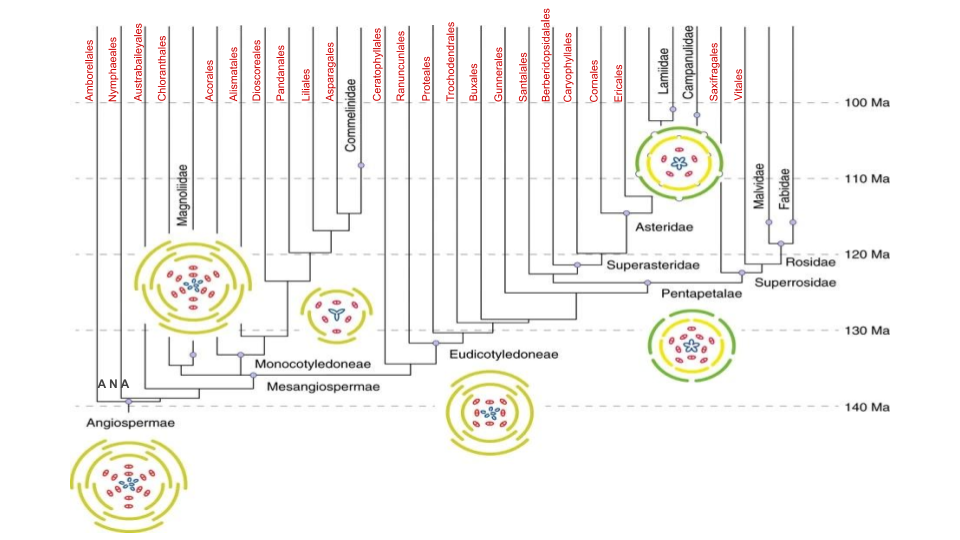
Еволюція покритонасінних, показана у форматі діаграми, згідно з APG IV

Система APG IV — таксономічна система класифікації квіткових рослин, розроблена «Групою філогенії покритонасінних» (Angiosperm Phylogeny Group, APG) і опублікована 2016 року. Заснована здебільшого на основі молекулярної філогенетики. Система APG IV розпізнає 64 порядки й 416 родин покритонасінних. Загалом, автори описують свою філософію як „консервативну“, що базується на внесенні змін до попередньої версії лише у випадку доброї підтримки для цих змін. Систематика до рівня порядків наведена в картці статті покритонасінні. 

## Зміни в порівнянні з APG III

### Нові клади
В APG IV введено дві неформальні клади: 
- суперрозиди
- суперастериди

### Нові порядки
У порівнянні з системою APG III, система APG IV розпізнає п'ять нових порядків: 
- Boraginales
- Dilleniales
- Icacinales
- Metteniusales
- Vahliales

### Місця розташування родин
Дві родини, які потенційно становили два монородинні порядки перенесено: 
- Dasypogonaceae — до Arecales
- Sabiaceae — до Proteales

Дві родини, які мали формально непевні позиції тепер розміщено: 
- Cynomoriaceae — у Saxifragales
- Apodanthaceae — в Cucurbitales

### Номенклатурні зміни в родинах
- Xanthorrhoeaceae замінено на Asphodelaceae (Asparagales)
- Melianthaceae — на Francoaceae (Geraniales); однак Francoaceae тепер включає Bersamaceae, Ledocarpaceae, Rhynchothecaceae і Vivianiaceae.

### Зміна меж родин
- Родина Aristolochiaceae тепер включає Lactoridaceae та Hydnoraceae
- Виділено родину Maundiaceae з Juncaginaceae
- Restionaceae включає Anarthriaceae і Centrolepidaceae
- Buxaceae включає Haptanthaceae
- Peraceae виділено з Euphorbiaceae
- розпізнано Petenaeaceae (Huerteales)
- розпізнано Kewaceae, Limeaceae, Macarthuriaceae, Microteaceae (усі з Caryophyllales)
- Petiveriaceae виділено з Phytolaccaceae (Caryophyllales)
- відділено Nyssaceae від Cornaceae (Cornales)
- Orobanchaceae тепер включає Lindenbergiaceae і Rehmanniaceae (Lamiales)
- розпізнано Mazaceae відмінним від Phrymaceae (Lamiales)

### Родовий склад
Також змінено родинну належність для кількох родів рослин. Перенесено рід Allantospermum з Ixonanthaceae до Irvingiaceae, рід Pakaraimaea з Dipterocarpaceae до Cistaceae, роди Borthwickia, Forchhammeria, Stixis, Tirania з Capparaceae до Resedaceae, рід Pteleocarpa внесено до Gelsemiaceae, рід Sanango з Loganiaceae до Gesneriaceae.